# Ескадрені міноносці типу «Дженералі»
Ескадрені міноносці типу «Дженералі» (італ. Classe Generali) — серія ескадрених міноносців ВМС Італії 1920-х років.

## Історія створення
Ескадрені міноносці типу «Дженералі» були розроблені фірмою «Одеро» як подальший розвиток есмінців типу «Джузеппе Ла Маса».
У 1929 році кораблі були перекласифіковані на міноносці.

## Представники
| Корабель                                                       | Виготовлювач                        | Закладено              | Спущено              | У строю               | Доля                                                                                            |
| -------------------------------------------------------------- | ----------------------------------- | ---------------------- | -------------------- | --------------------- | ----------------------------------------------------------------------------------------------- |
| «Дженерале Антоніо Канторе» «Generale Antonio Cantore»         | «Cantieri navali Odero»             | 11 листопада 1919 року | 23 квітня 1921 року  | 1 липня 1921 року     | Підірвався на міні та затонув 22 серпня 1942 року                                               |
| «Дженерале Антоніо Кашіно» «Generale Antonino Cascino»         | «Cantieri navali Odero»             | 13 березня 1920 року   | 18 березня 1922 року | 8 травня 1922 року    | Затоплений 11 вересня 1943 року                                                                 |
| «Дженерале Антоніо Кінотто» «Generale Antonio Chinotto»        | «Cantieri navali Odero»             | 20 листопада 1919 року | 7 серпня 1921 року   | 26 вересня 1921 року  | Підірвався на мінах та затонув 28 березня 1941 року                                             |
| «Дженерале Карло Монтанарі» «Generale Carlo Montanari»         | «Cantiere navale di Sestri Ponente» | 7 червня 1921 року     | 4 жовтня 1922 року   | 9 листопада 1922 року | Затоплений 11 вересня 1943 року Піднятий німцями Затоплений 4 жовтня 1944 року                  |
| «Дженерале Марчелло Престінарі» «Generale Marcello Prestinari» | «Cantieri navali Odero»             | 23 травня 1921 року    | 4 липня 1922 року    | 17 серпня 1922 року   | Підірвався на мінах та затонув 31 січня 1943 року                                               |
| «Дженерале Акілле Папа» «Generale Achille Papa»                | «Cantiere navale di Sestri Ponente» | 24 грудня 1919 року    | 9 грудня 1921 року   | 9 лютого 1922 року    | Захоплений німцями 9 вересня 1943 року Перейменований на «SG 20» Потоплений 25 квітня 1945 року |

## Конструкція
Порівняно з попереднім типом, мали лише по три 102-мм гармати, які розміщувались у діаметральній площині. 
У 1939 році 76-мм гармати буле демонтовані, замість них встановлені 20-мм зенітні автомати «Breda 20/65 Mod. 1935».